# Émile Gauguin
Émile Gauguin (1874-1955) fue un ingeniero, constructor y crítico de arte franco-danés, hijo mayor del pintor francés Paul Gauguin con su primera esposa, Mette-Sophie Gad.
No se debe confundir con su hermano Emile Marae a Tai (1899-1980), de la última unión del pintor con Pau'ura, una indígena tahitiana.

## Infancia y formación

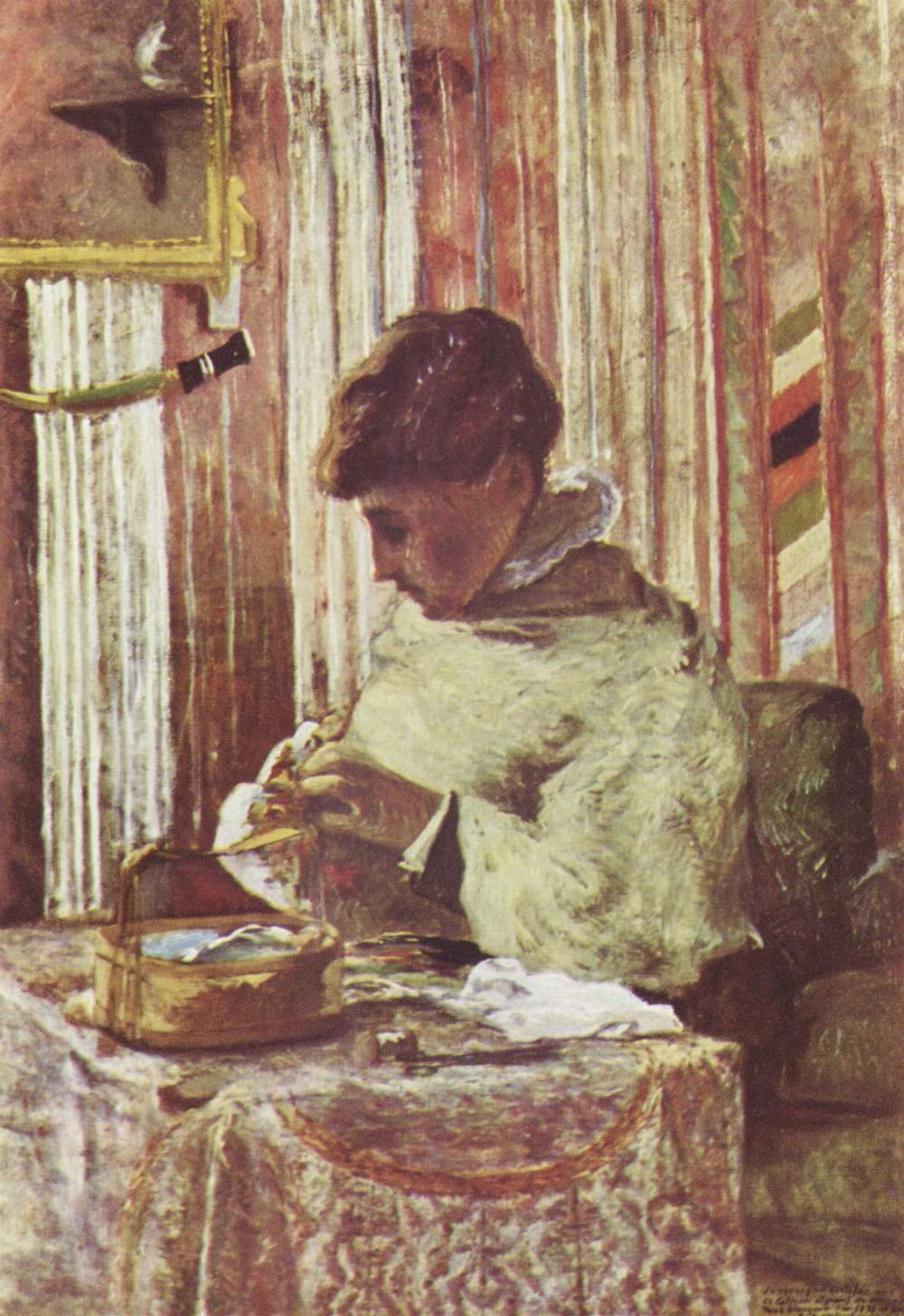
Retrato de Mette-Sophie madre de Émile, realizado por su padre Paul Gauguin.

En 1870, el pintor Paul Gauguin se hallaba en Francia trabajando como agente de cambio para la empresa Bertin en la Bolsa de París. En 1873 contrajo matrimonio con la joven danesa Mette-Sophie Gad y al año siguiente nació su hijo Émile. En 1882 resolvió dedicarse a la pintura, dejando los negocios a pesar de los éxitos y su vida burguesa y acomodada junto a su esposa Mette y sus cinco hijos: Émile, Aline, Clovis, Jean-René y Paul-Rollon. Paul Gauguin no sólo dejó los negocios, sino a su esposa y sus hijos.
Con la ayuda familiar y algo del pintor, Mette logró sacar adelante a sus hijos, el mayor de los cuales se dedicó a la ingeniería y, aventurero como el padre, y muy joven viajó a buscar fortuna en América, llegando a la República de Colombia.

## Los Gauguin en Colombia
En abril de 1887, en compañía de su amigo Charles Laval, también pintor, Paul Gauguin se embarcó para Panamá, que por ese entonces formaba parte de Colombia, y donde vivía su hermana María, esposa de un comerciante bogotano. Sin embargo, regresaría a Europa enfermo y abatido de ese viaje fundamental para el futuro del arte moderno, «puesto que le mostrará la sensualidad del color y lo interesará por una naturaleza primitiva capaz de acentuar las relaciones humanas».
Émile contrajo matrimonio con Olga Hedemann el 10 de septiembre de 1908 en Copenhague, y luego de la boda se trasladó a Colombia, estimulado por la presencia de su tía María, quien se había casado con Juan N. Uribe, un negociante de quina. Pronto fue llamado por dirigentes de Boyacá, para que llevara a cabo varias obras civiles en ese departamento.
«Don Emilio», como fue conocido en tierras colombianas, llegó a la fría ciudad de Tunja, la capital boyacense y poco después a Sogamoso. En febrero de 1914 Emile Gauguin fue contratado para realizar el trazado del ferrocarril entre Tunja y Portachuelo.
En la ciudad de Sogamoso, Gauguin participó activamente en la formación estética de un grupo de ebanistas y otros artesanos, con quienes compartió la construcción de algunas vías y obras como la que habría de ser la iglesia de San Martín o Catedral de Sogamoso.
En Sogamoso nació su hija Alina, el 9 de diciembre de 1909. El segundo hijo, Borge Emil Gauguin, nació el de 20 de abril de 1911 en Copenhague, y el tercero, Pedro María Gauguin, también en Sogamoso el 24 de octubre de 1913. Pedro María, como aviador, sería reconocido héroe de la resistencia antinazi en Dinamarca ( Terminada la Segunda Guerra Mundial, Pedro María continuó sus estudios universitarios y elaboró una de las más importantes biografías de su abuelo, Patrimonio español de Gauguin: de Flora Tristán a Borgia)
Al finalizar la Primera Guerra Mundial, Émile emigró con su familia a Europa y después a Estados Unidos, en tanto que su tía María, hermana del pintor y nieta de Flora Tristán, se quedó en Bogotá, donde falleció y fue sepultada.

## La defensa del padre
De los miles de dibujos y pinturas de Paul Gauguin, Émile sólo poseyó un retrato a lápiz de su madre Mette. Esto no fue obstáculo para que se convirtiera en uno de los principales defensores de la reputación de su padre.
En 1941, amenazó con demandar a la United Artists, si se empeñaba en utilizar cualquier obra artística de Gauguin en la versión cinematográfica de la película La Luna y seis peniques, adaptación de la novela corta de Somerset Maugham The Moon and Sixpence (1919), alegando que trata de identificar a su padre con el protagonista, Charles Strickland, un héroe de mala fama.El director Albert Lewin filmó la novela en 1943.

## Estados Unidos
En 1917 Emile Gauguin se mudó de Colombia a los Estados Unidos donde trabajó como ingeniero mecánico para una pequeña empresa mecánica en la ciudad de Filadelfia. En final de 1936 viajó a Dinamarca y se divorció de su esposa Olga. Después dos meses regresó a los Estados Unidos y en 1940 se casó con Priscilla Buntin en Filadelfia. Durante la década de 1940, socializó y fue mentor del artista Norman Carton. En 1950 se retiraron y mudaron a Florida en donde él pasó los últimos cinco años de su vida. Murió de pneumonía bronquial.
Fue enterrado en el Lemon Bay Historical Cemetery de Englewood, Sarasota County, en el Estado de Florida (Estados Unidos). En 1966 falleció su esposa Priscila, quien nació en 1896.

## Obras de Emilio Gauguin
- Paul Gauguin, Paul Gauguin*s Intimate Journals, translated by Van Wyck Brooks,, (1921), preface by Emile Gauguin (New York: Boni and Liveright, 1921). Existe traducción al español.
- Trazado del ferrocarril entre Tunja y Portachuelo., (1914)